# 高岡市立高岡西部中学校
高岡市立高岡西部中学校（たかおかしりつたかおかせいぶちゅうがっこう）は、富山県高岡市にある公立中学校。

## 沿革
- 1947年（昭和22年）4月 - 校名を高岡西部中学校と称し、開校準備開始
- 1949年（昭和24年）
  - 4月 - 分校を西条小学校（3学年）に設置
  - 9月 - 新校舎第一期工事完工、本・分校ともに新校舎に移転
- 1951年（昭和26年）9月 - 講堂新築工事完了
- 1952年（昭和27年）4月 - 学区制変更により、川原小学校区を学区に編入
- 1963年（昭和38年）7月 - プール、バレーボールコート完成
- 1964年（昭和39年）4月 - 技術・家庭科教室、格技館完成
- 1971年（昭和46年）4月 - 第二体育館完成
- 1983年（昭和58年）8月 - 運動部室完成
- 1986年（昭和61年）3月 - 校舎改築第三期工事（特別教室棟）完工
- 1988年（昭和63年）3月 - 給食調理場完工、給食開始
- 1992年（平成4年）1月 - コンピュータ室完成
- 2003年（平成15年）4月 - 文部科学省学力向上フロンティアスクール指定校（15～16年度）
- 2024年（令和6年）4月 - 同中学校区内の横田、西条、川原の3小学校と統合し、西条小跡地と隣接する高岡西高校跡地を利用して、高岡市立高岡西部小学校が開校[1]。

### 予定
2027年（令和9年）4月を目途に小中一貫校をつくる計画となっている。

## 校区
- 高岡市立西条小学校、高岡市立横田小学校、高岡市立川原小学校から生徒が集まる。

## 周辺
- 約400年の伝統を持つ、高岡鋳物の発祥地である金屋町がある。
- 近辺には富山県立高岡商業高等学校、高岡第一高等学校の2高校と富山県立高岡西高等学校の跡地がある。

## 主な卒業生
- 相本芳彦（フリーアナウンサー）
- 荒田恭兵（ハイダイバー、飛込競技選手）
- 安藤有希子（津軽三味線芸人）
- 上埜進（会計学者、アジア太平洋管理会計学会代表理事、公認会計士試験試験委員、甲南大学会計大学院教授）
- 金森正晃（映画監督）
- 西野勇士（プロ野球選手、千葉ロッテマリーンズ）
- 山本徹（第74代全国都道府県議会議長会議長[3]、第131代富山県議会議長、第121代富山県議会副議長、富山県議会議員、高岡市議会議員）[4]